# أرتور نونيز خيمينيز
أرتور نونيز خيمينيز (بالإسبانية: Arturo Núñez Jiménez)‏ هو سياسي مكسيكي، ولد في 23 يناير 1948 في فيلاهيرموسا في المكسيك. حزبياً، نشط في الحزب الثوري المؤسساتي. وقد انتخب  (2013 – 31 ديسمبر 2018) وانتخب عضو مجلس الشيوخ من المكسيك وانتخب عضو مجلس النواب المكسيك.